# Campeonato Clausura 2019 (Costa Rica)
El Campeonato Clausura 2019 fue la edición 112.ª del campeonato de liga de la Primera División del fútbol costarricense.

## Sistema de competición
El torneo de la Liga FPD está conformado en dos partes:
- Fase de clasificación: Se integra por las 22 jornadas del torneo.
- Fase final: Se integra por los cuatro clubes mejor ubicados.

### Fase de clasificación
En la fase de clasificación se observará el sistema de puntos. La ubicación en la tabla general está sujeta a lo siguiente:
- Por juego ganado se obtendrán tres puntos.
- Por juego empatado se obtendrá un punto.
- Por juego perdido no se otorgan puntos.

En esta fase participan los 12 clubes de la Liga FPD jugando en cada torneo todos contra todos durante las 22 jornadas respectivas, a visita recíproca.
El orden de los clubes al final de la fase de calificación del torneo corresponderá a la suma de los puntos obtenidos por cada uno de ellos y se presentará en forma descendente. Si al finalizar las 22 jornadas del torneo, dos o más clubes estuviesen empatados en puntos, su posición en la tabla general será determinada atendiendo a los siguientes criterios de desempate:
1. Mayor diferencia positiva general de goles. Este resultado se obtiene mediante la sumatoria de los goles anotados a todos los rivales, en cada campeonato menos los goles recibidos de estos.
2. Mayor cantidad de goles a favor, anotados a todos los rivales dentro de la misma competencia.
3. Mejor puntuación particular que hayan conseguido en las confrontaciones particulares entre ellos mismos.
4. Mayor diferencia positiva particular de goles, la cual se obtiene sumando los goles de los equipos empatados y restándole los goles recibidos.
5. Mayor cantidad de goles a favor que hayan conseguido en las confrontaciones entre ellos mismos.
6. Como última alternativa, la UNAFUT realizaría un sorteo para el desempate.

### Fase final
Los cuatro clubes mejor ubicados en la tabla de posiciones clasifican a la fase eliminatoria. Los dos primeros tienen derecho a cerrar la serie como local, y en caso de un empate en los encuentros de ida y vuelta de las semifinales, pasará a la siguiente ronda el equipo que anote mayor cantidad de goles como visitante, en caso de que la igualdad persista, se procederá a tiempos extras y finalmente penales. La primera etapa se desarrolla de la siguiente manera:
En la final se reubican los clubes de acuerdo a su posición en la tabla, para determinar el conjunto local y visitante en los juegos de ida y vuelta, respectivamente, para este torneo se tomará en cuenta el gol de visitante en caso de empate en la serie. Además el equipo que concluya de primero en la fase regular avanza directamente a una final en caso de que no clasifique en las semifinales, jugaría una Final Nacional ante el ganador de esta fase.
El conjunto vencedor del torneo recibirá un cupo para la Liga de Campeones de la Concacaf 2019-20.

## Arbitraje
A continuación se mencionarán los árbitros que estarán presentes en el campeonato:
| - Álvaro Acuña Torres - Ricardo Montero Araya (2011) - Jimmy Torres Taylor - Benjamín Pineda Ávila - Henry Bejarano Matarrita (2011) - Juan Gabriel Calderón (2017) - Steven Madrigal Fallas - Cristian Rodríguez Rodríguez - Adrián Chinchilla Chaves - Keylor Herrera Villalobos | - Pedro Navarro Torres - Andrey Vega Chinchilla - Josué Ugalde Aguilar - Allen Quirós Núñez (2016) - Adrián Elizondo Badilla - Geiner Zúñiga Molina - David Gómez Araya - Isaac Mendoza Cárdenas |

### Uniformes
| Uniforme Arbitral Negro | Uniforme Arbitral Verde | Uniforme Arbitral Naranja |

## Trofeo
Desde su implementación en el Verano 2012, el trofeo de campeón cuenta con 32 pulgadas de altura, mientras que su diámetro es de 12. Tiene como características el balón de fútbol en la parte superior y los detalles en el cuerpo, ambos fabricados con oro; estos dos son sostenidos por una barra hecha de plata y su base es escalonada, realizada con el metal dorado. El título de subcampeón mide 30 pulgadas de alto y 9.5 de diámetro, totalmente de plata. Los dos premios son de manufactura italiana. Además, los finalistas reciben las respectivas medallas, de oro para el campeón y de plata para el subcampeón. Estas últimas son importadas de Estados Unidos, tienen medidas de 5 centímetros de diámetro y 3 milímetros de grosor. La inversión de todos estos elementos es de $5.000.
| Trofeo del Campeón | Trofeo del Subcampeón |
| ------------------ | --------------------- |
|                    |                       |

## Equipos por provincia
| Saprissa Herediano Guadalupe Alajuelense Carmelita Grecia UCR San Carlos Pérez Zeledón Cartaginés Limón Santos |

| Provincia | N.º | Equipos                                                          |
| --------- | --- | ---------------------------------------------------------------- |
| Alajuela  | 4   | A.D. Carmelita L.D. Alajuelense Municipal Grecia A.D. San Carlos |
| San José  | 3   | Deportivo Saprissa Guadalupe F.C. Pérez Zeledón                  |
| Limón     | 2   | Limón F.C. Santos de Guápiles                                    |
| Heredia   | 2   | C.S. Herediano UCR Fútbol Club                                   |
| Cartago   | 1   | C.S. Cartaginés                                                  |

## Información de los equipos
| Equipo        | Entrenador         | Ciudad                  | Estadio           | Capacidad | Fundación       | Patrocinador       | Kit           | Televisora |
| ------------- | ------------------ | ----------------------- | ----------------- | --------- | --------------- | ------------------ | ------------- | ---------- |
| Alajuelense   | Hernán Torres      | Alajuela                | Alejandro Morera  | 17.895    | 1919 (106 años) | Kölbi              | Kelme         |            |
| Carmelita     | Fernando Palomeque | Alajuela                | Rafael Bolaños    | 4.500     | 1948 (76 años)  | Almacenes Decavisa | Monarca       |            |
| Cartaginés    | Martin Arriola     | Cartago                 | "Fello" Meza      | 13.500    | 1906 (119 años) | constructora Meco  | Joma          |            |
| Grecia        | Allan Alemán       | Grecia, Alajuela        | Allen Riggioni    | 4.000     | 1998 (26 años)  | Super Rosvil       | Living Sport  |            |
| Guadalupe     | Géiner Segura      | Goicoechea, San José    | "Coyella" Fonseca | 4.500     | 2017 (8 años)   | Papa John's Pizza  | Pirma         |            |
| Herediano     | Jafet Soto         | Heredia                 | Rosabal Cordero   | 8.721     | 1921 (104 años) | Tigo               | Umbro         |            |
| Limón         | Ricardo Allen      | Limón                   | Juan Gobán        | 3.000     | 1961 (64 años)  |                    | Living Sport  |            |
| Pérez Zeledón | José Giacone       | Pérez Zeledón, San José | Municipal         | 6.100     | 1991 (33 años)  | Kölbi              | Textiles JB   |            |
| Santos        | Johnny Chaves      | Guápiles, Limón         | Ebal Rodríguez    | 4.500     | 1961 (63 años)  | Grupo Colono       | Capelli Sport |            |
| San Carlos    | Luis Antonio Marín | San Carlos, Alajuela    | Carlos Ugalde     | 5.600     | 1965 (60 años)  | Dos Pinos          | ARN           |            |
| Saprissa      | Walter Centeno     | Tibás, San José         | Ricardo Saprissa  | 23.112    | 1935 (90 años)  | Kölbi              | Kappa         |            |
| UCR           | Minor Díaz         | Heredia                 | Rosabal Cordero   | 8.721     | 1941 (84 años)  |                    | Saeta         |            |

### Cambios de entrenadores
| Equipo      | Entrenador (jornadas)                                                      |
| ----------- | -------------------------------------------------------------------------- |
| Alajuelense | Luis Diego Arnáez (1-6) Cristian Oviedo (*) (7). Hernán Torres (8-22)      |
| Carmelita   | Luís José Herra (1-7) Guilherme Farinha (8-12) Fernando Palomeque (13-22). |
| Saprissa    | Vladimir Quesada (1-7) Walter Centeno (8-22).                              |
| Grecia      | Walter Centeno (1-7) Allan Alemán(*) (8-22).                               |
| Limón       | Marvin Solano (1-11) Ricardo Allen (12-22).                                |
| Herediano   | Hernán Medford (1-12) Jafet Soto (*) (13-22).                              |

(*) Interino

## Estadios
|                                                                                                 |                                                                                          |                                                                                      |
|                                                                                                 |                                                                                          |                                                                                      |
| Estadio Ricardo Saprissa Ciudad: Tibás, San José Capacidad: 23.112 Club: Deportivo Saprissa     | Estadio Morera Soto Ciudad: Alajuela Capacidad: 17.895 Club: Alajuelense                 | Estadio "Fello" Meza Ciudad: Cartago Capacidad: 13.500 Club: Cartaginés              |
|                                                                                                 |                                                                                          |                                                                                      |
| Estadio Rosabal Cordero Ciudad: Heredia Capacidad: 8.721 Club: Herediano y la Universidad de CR | Estadio Municipal Ciudad: Pérez Zeledón, San José Capacidad: 6.100 Club: Pérez Zeledón   | Estadio Carlos Ugalde Ciudad: San Carlos, Alajuela Capacidad: 5.600 Club: San Carlos |
|                                                                                                 |                                                                                          |                                                                                      |
| Estadio "Coyella" Fonseca Ciudad: Goicoechea, San José Capacidad: 4.500 Clubes: Guadalupe       | Estadio Ebal Rodríguez Ciudad: Guápiles, Limón Capacidad: 4.500 Club: Santos de Guápiles | Estadio Allen Riggioni Ciudad: Grecia, Alajuela Capacidad: 4.000 Club: Grecia        |
|                                                                                                 |                                                                                          |                                                                                      |
| Estadio Juan Gobán Ciudad: Limón Capacidad: 3.000 Club: Limón                                   | Estadio Rafael Bolaños Ciudad: Alajuela Capacidad: 2.400 Club: Carmelita                 |                                                                                      |

## Fase de clasificación

### Tabla de posiciones
| Pos. | Equipos            |  | PJ | PG | PE | PP | GF | GC | Dif. | Pts. | Notas                                         |
| ---- | ------------------ |  | -- | -- | -- | -- | -- | -- | ---- | ---- | --------------------------------------------- |
| 1.   | A. D. San Carlos   |  | 22 | 11 | 6  | 5  | 36 | 20 | +16  | 39   | Clasifica a las semifinales y a la gran final |
| 2.   | Deportivo Saprissa |  | 22 | 11 | 5  | 6  | 41 | 27 | +14  | 38   | Clasifican a las semifinales                  |
| 3.   | Pérez Zeledón      |  | 22 | 9  | 10 | 3  | 35 | 27 | +8   | 37   | Clasifican a las semifinales                  |
| 4.   | C. S. Herediano    |  | 22 | 9  | 7  | 6  | 31 | 24 | +7   | 34   | Clasifican a las semifinales                  |
| 5.   | C. S. Cartaginés   |  | 22 | 9  | 7  | 6  | 34 | 28 | +6   | 34   |                                               |
| 6.   | L. D. Alajuelense  |  | 22 | 8  | 8  | 6  | 33 | 27 | +6   | 32   |                                               |
| 7.   | Municipal Grecia   |  | 22 | 8  | 7  | 7  | 32 | 32 | 0    | 31   |                                               |
| 8.   | UCR Fútbol Club    |  | 22 | 8  | 7  | 7  | 35 | 38 | -3   | 31   |                                               |
| 9.   | Santos de Guápiles |  | 22 | 8  | 3  | 11 | 33 | 39 | -6   | 27   |                                               |
| 10.  | Limón F. C.        |  | 22 | 7  | 5  | 10 | 22 | 32 | -10  | 26   |                                               |
| 11.  | Guadalupe F. C.    |  | 22 | 4  | 6  | 12 | 20 | 37 | -17  | 18   |                                               |
| 12.  | A. D. Carmelita    |  | 22 | 2  | 5  | 15 | 19 | 40 | -21  | 11   | Último lugar                                  |

| Simbología |
| --- |
| Pos – Posición; PJ – Partidos Jugados; PG - Partidos Ganados; PE - Partidos Empatados; PP - Partidos Perdidos; GF – Goles a Favor; GC – Goles en Contra; DIF – Diferencia de Goles; PTS - Puntos. |

### Tabla acumulada de la temporada
| Pos | Equipos            |  |  | PJ | PG | PE | PP | GF | GC | Dif. | Pts. | Notas                                |
| --- | ------------------ |  |  | -- | -- | -- | -- | -- | -- | ---- | ---- | ------------------------------------ |
| 1.  | Deportivo Saprissa |  |  | 44 | 25 | 11 | 8  | 86 | 44 | +42  | 86   | Clasificado a la Liga Concacaf 2019. |
| 2.  | L.D. Alajuelense   |  |  | 44 | 24 | 8  | 12 | 77 | 49 | +28  | 80   |                                      |
| 3.  | A. D. San Carlos   |  |  | 44 | 22 | 11 | 11 | 74 | 49 | +25  | 77   | Clasificado a la Liga Concacaf 2019. |
| 4.  | Pérez Zeledón      |  |  | 44 | 19 | 17 | 8  | 66 | 51 | +15  | 74   |                                      |
| 5.  | C.S. Herediano     |  |  | 44 | 20 | 12 | 12 | 66 | 50 | +16  | 72   | Clasificado a la Liga Concacaf 2019. |
| 6.  | C.S. Cartaginés    |  |  | 44 | 17 | 15 | 12 | 74 | 62 | +12  | 66   |                                      |
| 7.  | Municipal Grecia   |  |  | 44 | 15 | 10 | 19 | 58 | 65 | -7   | 55   |                                      |
| 8.  | Santos de Guápiles |  |  | 44 | 15 | 7  | 22 | 59 | 68 | -9   | 52   |                                      |
| 9.  | Limón F.C.         |  |  | 44 | 12 | 10 | 22 | 49 | 75 | -26  | 46   |                                      |
| 10. | Guadalupe F.C.     |  |  | 44 | 10 | 11 | 23 | 45 | 77 | -32  | 41   |                                      |
| 11. | UCR Fútbol Club    |  |  | 44 | 10 | 11 | 23 | 58 | 91 | -33  | 41   |                                      |
| 12. | A.D. Carmelita     |  |  | 44 | 8  | 11 | 25 | 50 | 80 | -30  | 35   | Descendido a la Segunda División     |

| Simbología |
| --- |
| Pos – Posición; PJ – Partidos Jugados; PG - Partidos Ganados; PE - Partidos Empatados; PP - Partidos Perdidos; GF – Goles a Favor; GC – Goles en Contra; DIF – Diferencia de Goles; PTS - Puntos. |

### Evolución de la clasificación
| Equipo / Jornada                         | 01 | 02 | 03 | 04 | 0  | 06 | 07 | 08 | 09 | 10 | 11 | 12 | 13 | 14 | 15 | 16 | 17 | 18 | 19 | 20 | 21 | 22 |
| ---------------------------------------- | -- | -- | -- | -- | -- | -- | -- | -- | -- | -- | -- | -- | -- | -- | -- | -- | -- | -- | -- | -- | -- | -- |
| San Carlos                               | 8  | 8  | 5  | 5  | 6  | 3  | 6  | 8  | 5  | 5  | 4  | 4  | 4  | 3  | 4  | 4  | 3  | 3  | 2  | 2  | 1  | 1  |
| Saprissa                                 | 5  | 2  | 6  | 8  | 4  | 6  | 4  | 2  | 4  | 3  | 2  | 3  | 3  | 1  | 1  | 1  | 2  | 2  | 3  | 3  | 3  | 2  |
| Pérez Zeledón                            | 3  | 5  | 4  | 4  | 5  | 7  | 5  | 3  | 2  | 2  | 3  | 2  | 2  | 4  | 2  | 2  | 1  | 1  | 1  | 1  | 2  | 3  |
| Herediano                                | 7  | 9  | 11 | 12 | 11 | 11 | 12 | 9  | 9  | 9  | 9  | 10 | 8  | 7  | 7  | 7  | 6  | 6  | 5  | 5  | 4  | 4  |
| Cartaginés                               | 4  | 6  | 3  | 7  | 9  | 5  | 2  | 6  | 3  | 4  | 5  | 6  | 6  | 6  | 6  | 6  | 5  | 5  | 4  | 4  | 5  | 5  |
| Alajuelense                              | 2  | 3  | 7  | 9  | 8  | 10 | 11 | 12 | 10 | 10 | 8  | 7  | 7  | 8  | 8  | 8  | 8  | 8  | 7  | 8  | 7  | 6  |
| Grecia                                   | 9  | 7  | 8  | 1  | 1  | 1  | 1  | 1  | 1  | 1  | 1  | 1  | 1  | 2  | 3  | 3  | 4  | 4  | 6  | 6  | 6  | 7  |
| UCR                                      | 1  | 1  | 2  | 6  | 10 | 8  | 7  | 4  | 6  | 7  | 6  | 5  | 5  | 5  | 5  | 5  | 7  | 7  | 8  | 7  | 8  | 8  |
| Santos                                   | 11 | 11 | 10 | 10 | 7  | 9  | 10 | 11 | 12 | 12 | 11 | 11 | 10 | 9  | 10 | 9  | 9  | 9  | 9  | 9  | 9  | 9  |
| Limón                                    | 6  | 4  | 1  | 3  | 3  | 4  | 8  | 5  | 8  | 8  | 10 | 8  | 9  | 10 | 11 | 11 | 11 | 10 | 10 | 10 | 10 | 10 |
| Guadalupe                                | 12 | 10 | 9  | 2  | 2  | 2  | 3  | 7  | 7  | 6  | 9  | 9  | 11 | 11 | 9  | 10 | 10 | 11 | 11 | 11 | 11 | 11 |
| Carmelita                                | 10 | 12 | 12 | 11 | 12 | 12 | 9  | 10 | 11 | 11 | 12 | 12 | 12 | 12 | 12 | 12 | 12 | 12 | 12 | 12 | 12 | 12 |
| Última actualización:28 de abril de 2019 |    |    |    |    |    |    |    |    |    |    |    |    |    |    |    |    |    |    |    |    |    |    |

### Resumen de resultados
| Local / Visita                        | ADC   | GRE   | GFC   | UCR   | CSC   | CSH   | SAP   | LDA   | LFC   | MPZ   | SC    | SAN   |
| ------------------------------------- | ----- | ----- | ----- | ----- | ----- | ----- | ----- | ----- | ----- | ----- | ----- | ----- |
| A. D. Carmelita                       |       | 0 - 1 | 4 - 1 | 1 - 1 | 0 - 3 | 0 - 3 | 0 - 1 | 1 - 1 | 2 - 0 | 2 - 4 | 0 - 3 | 2 - 2 |
| Municipal Grecia                      | 1 - 1 |       | 2 - 2 | 2 - 0 | 0 - 1 | 1 - 2 | 0 - 5 | 1 - 0 | 0 - 0 | 2 - 2 | 2 - 1 | 5 - 0 |
| Guadalupe F. C.                       | 1 - 1 | 1 - 2 |       | 1 - 4 | 0 - 3 | 0 - 0 | 0 - 2 | 0 - 3 | 1 - 1 | 0 - 1 | 1 - 2 | 2 - 0 |
| UCR Fútbol Club                       | 3 - 1 | 2 - 1 | 1 - 0 |       | 4 - 4 | 1 - 1 | 0 - 2 | 2 - 2 | 2 - 0 | 1 - 1 | 1 - 0 | 1 - 3 |
| C. S. Cartaginés                      | 2 - 1 | 1 - 1 | 2 - 3 | 2 - 2 |       | 2 - 1 | 2 - 0 | 2 - 4 | 1 - 0 | 1 - 1 | 0 - 0 | 2 - 1 |
| C. S. Herediano                       | 1 - 0 | 2 - 3 | 1 - 0 | 1 - 2 | 2 - 1 |       | 2 - 0 | 2 - 0 | 2 - 1 | 0 - 0 | 1 - 1 | 3 - 2 |
| Deportivo Saprissa                    | 4 - 1 | 4 - 2 | 1 - 3 | 4 - 0 | 1 - 2 | 2 - 1 |       | 0 - 0 | 2 - 2 | 1 - 1 | 1 - 1 | 1 - 0 |
| L. D. Alajuelense                     | 1 - 0 | 1 - 0 | 3 - 0 | 3 - 3 | 2 - 2 | 2 - 2 | 1 - 1 |       | 1 - 0 | 1 - 2 | 0 - 1 | 0 - 1 |
| Limón F. C.                           | 2 - 0 | 0 - 2 | 1 - 1 | 1 - 2 | 1 - 0 | 1 - 0 | 2 - 1 | 1 - 1 |       | 3 - 1 | 1 - 0 | 2 - 1 |
| Pérez Zeledón                         | 2 - 1 | 2 - 2 | 2 - 1 | 3 - 1 | 0 - 0 | 1 - 1 | 2 - 3 | 2 - 4 | 3 - 0 |       | 1 - 0 | 1 - 1 |
| A. D. San Carlos                      | 1 - 0 | 2 - 2 | 0 - 0 | 3 - 1 | 2 - 0 | 3 - 2 | 0 - 2 | 3 - 0 | 5 - 1 | 2 - 2 |       | 1 - 0 |
| Santos de Guápiles                    | 2 - 0 | 3 - 0 | 1 - 2 | 2 - 1 | 2 - 1 | 1 - 1 | 5 - 3 | 1 - 3 | 4 - 2 | 0 - 1 | 1 - 5 |       |
| Última actualización:28 de abril 2019 |       |       |       |       |       |       |       |       |       |       |       |       |

|  | Victoria del conjunto local     |
|  | Empate                          |
|  | Victoria del conjunto visitante |

### Jornadas
- Los horarios son correspondientes al tiempo de Costa Rica (UTC-6).

| Jornada 1                                                                           | Jornada 1 | Jornada 1        | Jornada 1         | Jornada 1   | Jornada 1 | Jornada 1    | Jornada 1 | Jornada 1  | Jornada 1 |
| Local                                                                               | Resultado | Visitante        | Estadio           | Fecha       | Hora      | Espectadores | Canal     | Amonestado | Expulsado |
| ----------------------------------------------------------------------------------- | --------- | ---------------- | ----------------- | ----------- | --------- | ------------ | --------- | ---------- | --------- |
| C.S. Herediano                                                                      | 1 - 1     | A. D. San Carlos | Rosabal Cordero   | 12 de enero | 19:55     | 5.918        |           | 4          | 0         |
| Municipal Grecia                                                                    | 0 - 1     | C.S. Cartaginés  | Allen Riggioni    | 13 de enero | 11:00     | 1.394        |           | 5          | 1         |
| Pérez Zeledón                                                                       | 2 - 1     | A.D. Carmelita   | Morera Soto       | 13 de enero | 13:30     | 184          |           | 5          | 0         |
| Santos de Guápiles                                                                  | 1 - 3     | L.D. Alajuelense | Ebal Rodríguez    | 13 de enero | 15:00     | 2.052        |           | 7          | 0         |
| Guadalupe F.C.                                                                      | 1 - 4     | UCR Fútbol Club  | "Coyella" Fonseca | 13 de enero | 15:35     | 623          |           | 2          | 0         |
| Deportivo Saprissa                                                                  | 2 - 2     | Limón F.C.       | Ricardo Saprissa  | 13 de enero | 16:00     | 12.317       |           | 5          | 1         |
| Total de goles:19 Total de Asistencia: 22.488 Total de Tarjetas Amarillas/Rojas: 30 |           |                  |                   |             |           |              |           |            |           |

| Jornada 2                                                                           | Jornada 2 | Jornada 2          | Jornada 2        | Jornada 2   | Jornada 2 | Jornada 2    | Jornada 2 | Jornada 2  | Jornada 2 |
| Local                                                                               | Resultado | Visitante          | Estadio          | Fecha       | Hora      | Espectadores | Canal     | Amonestado | Expulsado |
| ----------------------------------------------------------------------------------- | --------- | ------------------ | ---------------- | ----------- | --------- | ------------ | --------- | ---------- | --------- |
| A. D. San Carlos                                                                    | 0 - 0     | Guadalupe F.C.     | Carlos Ugalde    | 15 de enero | 20:00     | 2.073        |           | 6          | 0         |
| Limón F.C.                                                                          | 2 - 1     | Santos de Guápiles | Juan Gobán       | 16 de enero | 15:00     | 719          |           | 6          | 0         |
| L.D. Alajuelense                                                                    | 3 - 3     | UCR Fútbol Club    | Morera Soto      | 16 de enero | 20:00     | 9.771        |           | 4          | 0         |
| C.S. Cartaginés                                                                     | 1 - 1     | Pérez Zeledón      | "Fello" Meza     | 16 de enero | 20:00     | 3.653        |           | 0          | 0         |
| C.S. Herediano                                                                      | 2 - 3     | Municipal Grecia   | Rosabal Cordero  | 16 de enero | 20:00     | 7.182        |           | 7          | 0         |
| Deportivo Saprissa                                                                  | 4 - 1     | A.D. Carmelita     | Ricardo Saprissa | 17 de enero | 20:00     | 10.464       |           | 0          | 0         |
| Total de goles:21 Total de Asistencia: 33.862 Total de Tarjetas Amarillas/Rojas: 23 |           |                    |                  |             |           |              |           |            |           |

| Jornada 3                                                                           | Jornada 3 | Jornada 3        | Jornada 3        | Jornada 3   | Jornada 3 | Jornada 3    | Jornada 3 | Jornada 3  | Jornada 3 |
| Local                                                                               | Resultado | Visitante        | Estadio          | Fecha       | Hora      | Espectadores | Canal     | Amonestado | Expulsado |
| ----------------------------------------------------------------------------------- | --------- | ---------------- | ---------------- | ----------- | --------- | ------------ | --------- | ---------- | --------- |
| L.D. Alajuelense                                                                    | 0 - 1     | A. D. San Carlos | Morera Soto      | 19 de enero | 19:35     | 9.850        |           | 7          | 0         |
| Pérez Zeledón                                                                       | 2 - 2     | Municipal Grecia | Morera Soto      | 20 de enero | 13:30     | 255          |           | 8          | 0         |
| Limón F.C.                                                                          | 1 - 0     | C.S. Herediano   | Juan Gobán       | 20 de enero | 15:00     | 1.269        |           | 5          | 0         |
| UCR Fútbol Club                                                                     | 4 - 4     | C.S. Cartaginés  | Rosabal Cordero  | 20 de enero | 15:00     | 242          |           | 2          | 0         |
| Deportivo Saprissa                                                                  | 1 - 3     | Guadalupe F.C.   | Ricardo Saprissa | 20 de enero | 16:00     | 10.872       |           | 7          | 0         |
| Santos de Guápiles                                                                  | 2 - 0     | A.D. Carmelita   | Ebal Rodríguez   | 20 de enero | 17:00     | 423          |           | 4          | 0         |
| Total de goles:20 Total de Asistencia: 22.911 Total de Tarjetas Amarillas/Rojas: 33 |           |                  |                  |             |           |              |           |            |           |

| Jornada 4                                                                 | Jornada 4 | Jornada 4          | Jornada 4         | Jornada 4     | Jornada 4 | Jornada 4    | Jornada 4 | Jornada 4  | Jornada 4 |
| Local                                                                     | Resultado | Visitante          | Estadio           | Fecha         | Hora      | Espectadores | Canal     | Amonestado | Expulsado |
| ------------------------------------------------------------------------- | --------- | ------------------ | ----------------- | ------------- | --------- | ------------ | --------- | ---------- | --------- |
| A.D. Carmelita                                                            | 2 - 0     | Limón F.C.         | Rafael Bolaños    | 23 de enero   | 15:00     | 684          |           | 7          | 2         |
| Municipal Grecia                                                          | 2 - 0     | UCR Fútbol Club    | Allen Riggioni    | 23 de enero   | 15:00     | 988          |           | 3          | 0         |
| A. D. San Carlos                                                          | 2 - 2     | Pérez Zeledón      | Carlos Ugalde     | 23 de enero   | 18:00     | 2.228        |           | 2          | 0         |
| Guadalupe F.C.                                                            | 2 - 0     | Santos de Guápiles | "Coyella" Fonseca | 23 de enero   | 20:00     | 691          |           | 2          | 1         |
| C.S. Cartaginés                                                           | 2 - 4     | L.D. Alajuelense   | "Fello" Meza      | 27 de febrero | 20:00     | Espectadores |           | 3          | 0         |
| C.S. Herediano                                                            | 2 - 0     | Deportivo Saprissa | Rosabal Cordero   | 3 de abril    | 20:00     | Espectadores |           | 0          | 0         |
| Total de goles:18 Total de Asistencia: Total de Tarjetas Amarillas/Rojas: |           |                    |                   |               |           |              |           |            |           |

| Jornada 5                                                                          | Jornada 5 | Jornada 5          | Jornada 5       | Jornada 5   | Jornada 5 | Jornada 5    | Jornada 5 | Jornada 5  | Jornada 5 |
| Local                                                                              | Resultado | Visitante          | Estadio         | Fecha       | Hora      | Espectadores | Canal     | Amonestado | Expulsado |
| ---------------------------------------------------------------------------------- | --------- | ------------------ | --------------- | ----------- | --------- | ------------ | --------- | ---------- | --------- |
| C.S. Herediano                                                                     | 1 - 0     | A.D. Carmelita     | Rosabal Cordero | 26 de enero | 19:00     | 3.473        |           | 4          | 0         |
| C.S. Cartaginés                                                                    | 2 - 3     | Guadalupe F.C.     | "Fello" Meza    | 27 de enero | 11:00     | 2.630        |           | 4          | 1         |
| Municipal Grecia                                                                   | 2 - 1     | A. D. San Carlos   | Allen Riggioni  | 27 de enero | 13:00     | 1.187        |           | 3          | 0         |
| Pérez Zeledón                                                                      | 2 - 3     | Deportivo Saprissa | "Cuty" Monge    | 27 de enero | 13:30     | 666          |           | 4          | 0         |
| Limón F.C.                                                                         | 1 - 1     | L.D. Alajuelense   | Juan Gobán      | 27 de enero | 15:05     | 1.686        |           | 3          | 0         |
| UCR Fútbol Club                                                                    | 1 - 3     | Santos de Guápiles | Rosabal Cordero | 27 de enero | 15:05     | 141          |           | 5          | 2         |
| Total de goles:20 Total de Asistencia: 9.783 Total de Tarjetas Amarillas/Rojas: 26 |           |                    |                 |             |           |              |           |            |           |

| Jornada 6                                                                 | Jornada 6 | Jornada 6        | Jornada 6         | Jornada 6   | Jornada 6 | Jornada 6    | Jornada 6 | Jornada 6  | Jornada 6 |
| Local                                                                     | Resultado | Visitante        | Estadio           | Fecha       | Hora      | Espectadores | Canal     | Amonestado | Expulsado |
| ------------------------------------------------------------------------- | --------- | ---------------- | ----------------- | ----------- | --------- | ------------ | --------- | ---------- | --------- |
| A.D. Carmelita                                                            | 0 - 1     | Municipal Grecia | Rafael Bolaños    | 30 de enero | 15:00     | 738          |           | 5          | 0         |
| Guadalupe F.C.                                                            | 1 - 1     | Limón F.C.       | "Coyella" Fonseca | 30 de enero | 15:00     | 714          |           | 5          | 0         |
| UCR Fútbol Club                                                           | 1 - 1     | Pérez Zeledón    | Rosabal Cordero   | 30 de enero | 16:00     | 143          |           | 7          | 1         |
| Santos de Guápiles                                                        | 1 - 5     | A. D. San Carlos | Ebal Rodríguez    | 30 de enero | 18:00     | 681          | 5         | 0          |           |
| Deportivo Saprissa                                                        | 1 - 2     | C.S. Cartaginés  | Ricardo Saprissa  | 30 de enero | 20:00     | 12.535       |           | 5          | 0         |
| L.D. Alajuelense                                                          | 2 - 2     | C.S. Herediano   | Nacional          | 20 de abril | 18:00     | Espectadores |           | 0          | 0         |
| Total de goles:18 Total de Asistencia: Total de Tarjetas Amarillas/Rojas: |           |                  |                   |             |           |              |           |            |           |

| Jornada 7                                                                           | Jornada 7 | Jornada 7          | Jornada 7       | Jornada 7    | Jornada 7 | Jornada 7    | Jornada 7 | Jornada 7  | Jornada 7 |
| Local                                                                               | Resultado | Visitante          | Estadio         | Fecha        | Hora      | Espectadores | Canal     | Amonestado | Expulsado |
| ----------------------------------------------------------------------------------- | --------- | ------------------ | --------------- | ------------ | --------- | ------------ | --------- | ---------- | --------- |
| A. D. San Carlos                                                                    | 0 - 2     | Deportivo Saprissa | Carlos Ugalde   | 2 de febrero | 19:30     | 3.245        |           | 5          | 0         |
| C.S. Herediano                                                                      | 1 - 2     | UCR Fútbol Club    | Rosabal Cordero | 2 de febrero | 19:55     | 3.354        |           | 7          | 1         |
| L.D. Alajuelense                                                                    | 1 - 2     | Pérez Zeledón      | Morera Soto     | 3 de febrero | 11:00     | 9.062        |           | 3          | 0         |
| C.S. Cartaginés                                                                     | 1 - 0     | Limón F.C.         | "Fello" Meza    | 3 de febrero | 11:00     | 3.479        |           | 2          | 0         |
| A.D. Carmelita                                                                      | 4 - 1     | Guadalupe F.C.     | Rafael Bolaños  | 3 de febrero | 13:30     | 528          | 5         | 0          |           |
| Municipal Grecia                                                                    | 5 - 0     | Santos de Guápiles | Allen Riggioni  | 3 de febrero | 15:05     | 1.311        |           | 5          | 1         |
| Total de goles:19 Total de Asistencia: 20.979 Total de Tarjetas Amarillas/Rojas: 29 |           |                    |                 |              |           |              |           |            |           |

| Jornada 8                                                                    | Jornada 8 | Jornada 8          | Jornada 8         | Jornada 8    | Jornada 8 | Jornada 8    | Jornada 8 | Jornada 8  | Jornada 8 |
| Local                                                                        | Resultado | Visitante          | Estadio           | Fecha        | Hora      | Espectadores | Canal     | Amonestado | Expulsado |
| ---------------------------------------------------------------------------- | --------- | ------------------ | ----------------- | ------------ | --------- | ------------ | --------- | ---------- | --------- |
| UCR Fútbol Club                                                              | 3 - 1     | A.D. Carmelita     | Rosabal Cordero   | 5 de febrero | 15:00     | 148          |           | 3          | 0         |
| Limón F.C.                                                                   | 1 - 0     | A. D. San Carlos   | Juan Gobán        | 6 de febrero | 15:05     | 407          |           | 4          | 0         |
| Pérez Zeledón                                                                | 2 - 1     | Guadalupe F.C.     | "Cuty" Monge      | 6 de febrero | 15:05     | 102          |           | 4          | 1         |
| C.S. Herediano                                                               | 2 - 1     | C.S. Cartaginés    | Rosabal Cordero   | 6 de febrero | 20:05     | 2.819        |           | 9          | 0         |
| Municipal Grecia                                                             | 1 - 0     | L.D. Alajuelense   | "Coyella" Fonseca | 6 de febrero | 20:05     | 1.792        |           | 6          | 0         |
| Deportivo Saprissa                                                           | 1 - 0     | Santos de Guápiles | Ricardo Saprissa  | 6 de febrero | 20:05     | 16.078       |           | 4          | 0         |
| Total de goles:13 Total de Asistencia: Total de Tarjetas Amarillas/Rojas: 31 |           |                    |                   |              |           |              |           |            |           |

| Jornada 9                                                                           | Jornada 9 | Jornada 9        | Jornada 9         | Jornada 9     | Jornada 9 | Jornada 9    | Jornada 9 | Jornada 9  | Jornada 9 |
| Local                                                                               | Resultado | Visitante        | Estadio           | Fecha         | Hora      | Espectadores | Canal     | Amonestado | Expulsado |
| ----------------------------------------------------------------------------------- | --------- | ---------------- | ----------------- | ------------- | --------- | ------------ | --------- | ---------- | --------- |
| Santos de Guápiles                                                                  | 0 - 1     | Pérez Zeledón    | Ebal Rodríguez    | 9 de febrero  | 18:00     | 485          |           | 5          | 1         |
| Deportivo Saprissa                                                                  | 0 - 0     | L.D. Alajuelense | Ricardo Saprissa  | 9 de febrero  | 20:00     | 18.534       |           | 7          | 0         |
| A.D. Carmelita                                                                      | 0 - 3     | C.S. Cartaginés  | Rafael Bolaños    | 10 de febrero | 13:30     | 750          |           | 2          | 0         |
| Limón F.C.                                                                          | 0 - 2     | Municipal Grecia | Juan Gobán        | 10 de febrero | 15:00     | 693          |           | 6          | 0         |
| Guadalupe F.C.                                                                      | 0 - 0     | C.S. Herediano   | "Coyella" Fonseca | 10 de febrero | 17:00     | 688          | 2         | 0          |           |
| A. D. San Carlos                                                                    | 3 - 1     | UCR Fútbol Club  | Carlos Ugalde     | 10 de febrero | 18:00     | 1.712        |           | 6          | 0         |
| Total de goles:10 Total de Asistencia: 22.862 Total de Tarjetas Amarillas/Rojas: 29 |           |                  |                   |               |           |              |           |            |           |

| Jornada 10                                                                          | Jornada 10 | Jornada 10         | Jornada 10      | Jornada 10    | Jornada 10 | Jornada 10   | Jornada 10 | Jornada 10 | Jornada 10 |
| Local                                                                               | Resultado  | Visitante          | Estadio         | Fecha         | Hora       | Espectadores | Canal      | Amonestado | Expulsado  |
| ----------------------------------------------------------------------------------- | ---------- | ------------------ | --------------- | ------------- | ---------- | ------------ | ---------- | ---------- | ---------- |
| Municipal Grecia                                                                    | 2 - 2      | Guadalupe F.C.     | Allen Riggioni  | 13 de febrero | 15:00      | 1.124        |            | 1          | 0          |
| Pérez Zeledón                                                                       | 3 - 0      | Limón F.C.         | "Cuty" Monge    | 13 de febrero | 15:00      | 142          |            | 6          | 1          |
| L.D. Alajuelense                                                                    | 1 - 0      | A.D. Carmelita     | Morera Soto     | 13 de febrero | 20:00      | 6.879        |            | 3          | 0          |
| C.S. Cartaginés                                                                     | 0 - 0      | A. D. San Carlos   | "Fello" Meza    | 13 de febrero | 20:00      | 2.982        |            | 5          | 0          |
| C.S. Herediano                                                                      | 3 - 2      | Santos de Guápiles | Rosabal Cordero | 13 de febrero | 20:00      | 2.227        |            | 3          | 0          |
| UCR Fútbol Club                                                                     | 0 - 2      | Deportivo Saprissa | Rosabal Cordero | 14 de febrero | 19:30      | 714          |            | 2          | 0          |
| Total de goles:15 Total de Asistencia: 14.068 Total de Tarjetas Amarillas/Rojas: 21 |            |                    |                 |               |            |              |            |            |            |

| Jornada 11                                                                   | Jornada 11 | Jornada 11       | Jornada 11        | Jornada 11    | Jornada 11 | Jornada 11   | Jornada 11 | Jornada 11 | Jornada 11 |
| Local                                                                        | Resultado  | Visitante        | Estadio           | Fecha         | Hora       | Espectadores | Canal      | Amonestado | Expulsado  |
| ---------------------------------------------------------------------------- | ---------- | ---------------- | ----------------- | ------------- | ---------- | ------------ | ---------- | ---------- | ---------- |
| Santos de Guápiles                                                           | 2 - 1      | C.S. Cartaginés  | Ebal Rodríguez    | 16 de febrero | 18:00      | 757          |            | 6          | 1          |
| Deportivo Saprissa                                                           | 4 - 2      | Municipal Grecia | Ricardo Saprissa  | 16 de febrero | 20:00      | 13.959       |            | 6          | 2          |
| Pérez Zeledón                                                                | 1 - 1      | C.S. Herediano   | Morera Soto       | 17 de febrero | 15:00      | 415          |            | 8          | 1          |
| Limón F.C.                                                                   | 1 - 2      | UCR Fútbol Club  | Juan Gobán        | 17 de febrero | 15:00      | 606          |            | 8          | 0          |
| Guadalupe F.C.                                                               | 0 - 3      | L.D. Alajuelense | "Coyella" Fonseca | 17 de febrero | 17:05      | 696          | 8          | 0          |            |
| A. D. San Carlos                                                             | 1 - 0      | A.D. Carmelita   | Carlos Ugalde     | 17 de febrero | 18:00      | 2.185        |            | 2          | 0          |
| Total de goles:18 Total de Asistencia: Total de Tarjetas Amarillas/Rojas: 42 |            |                  |                   |               |            |              |            |            |            |

| Jornada 12                                                                          | Jornada 12 | Jornada 12         | Jornada 12      | Jornada 12    | Jornada 12 | Jornada 12   | Jornada 12 | Jornada 12 | Jornada 12 |
| Local                                                                               | Resultado  | Visitante          | Estadio         | Fecha         | Hora       | Espectadores | Canal      | Amonestado | Expulsado  |
| ----------------------------------------------------------------------------------- | ---------- | ------------------ | --------------- | ------------- | ---------- | ------------ | ---------- | ---------- | ---------- |
| Limón F.C.                                                                          | 2 - 1      | Deportivo Saprissa | Juan Gobán      | 23 de febrero | 15:00      | 1.425        |            | 4          | 0          |
| L.D. Alajuelense                                                                    | 0 - 1      | Santos de Guápiles | Morera Soto     | 23 de febrero | 18:00      | 9.140        | 8          | 0          |            |
| C.S. Cartaginés                                                                     | 1 - 1      | Municipal Grecia   | "Fello" Meza    | 24 de febrero | 11:00      | 2.691        |            | 6          | 1          |
| A.D. Carmelita                                                                      | 2 - 4      | Pérez Zeledón      | Rafael Bolaños  | 24 de febrero | 13:30      | 525          | 9          | 1          |            |
| UCR Fútbol Club                                                                     | 1 - 0      | Guadalupe F.C.     | Rosabal Cordero | 24 de febrero | 16:00      | 154          |            | 5          | 2          |
| A. D. San Carlos                                                                    | 3 - 2      | C.S. Herediano     | Carlos Ugalde   | 24 de febrero | 18:00      | 1.947        | 10         | 0          |            |
| Total de goles:18 Total de Asistencia: 15,882 Total de Tarjetas Amarillas/Rojas: 46 |            |                    |                 |               |            |              |            |            |            |

| Jornada 13                                                                         | Jornada 13 | Jornada 13         | Jornada 13        | Jornada 13 | Jornada 13 | Jornada 13   | Jornada 13 | Jornada 13 | Jornada 13 |
| Local                                                                              | Resultado  | Visitante          | Estadio           | Fecha      | Hora       | Espectadores | Canal      | Amonestado | Expulsado  |
| ---------------------------------------------------------------------------------- | ---------- | ------------------ | ----------------- | ---------- | ---------- | ------------ | ---------- | ---------- | ---------- |
| Santos de Guápiles                                                                 | 4 - 2      | Limón F.C.         | Ebal Rodríguez    | 2 de marzo | 18:00      | 835          |            | 6          | 0          |
| Guadalupe F.C.                                                                     | 1 - 2      | A. D. San Carlos   | "Coyella" Fonseca | 2 de marzo | 19:30      | 405          |            | 5          | 1          |
| A.D. Carmelita                                                                     | 0 - 1      | Deportivo Saprissa | Rafael Bolaños    | 3 de marzo | 13:30      | 1.500        |            | 3          | 0          |
| Pérez Zeledón                                                                      | 0 - 0      | C.S. Cartaginés    | "Cuty" Monge      | 3 de marzo | 16:30      | 327          | 4          | 2          |            |
| UCR Fútbol Club                                                                    | 2 - 2      | L.D. Alajuelense   | Rosabal Cordero   | 3 de marzo | 17:00      | 1.912        |            | 6          | 2          |
| Municipal Grecia                                                                   | 1 - 2      | C.S. Herediano     | "Coyella" Fonseca | 3 de marzo | 18:00      | 1.289        |            | 5          | 0          |
| Total de goles:17 Total de Asistencia: 6,268 Total de Tarjetas Amarillas/Rojas: 34 |            |                    |                   |            |            |              |            |            |            |

| Jornada 14                                                                   | Jornada 14 | Jornada 14         | Jornada 14        | Jornada 14  | Jornada 14 | Jornada 14   | Jornada 14 | Jornada 14 | Jornada 14 |
| Local                                                                        | Resultado  | Visitante          | Estadio           | Fecha       | Hora       | Espectadores | Canal      | Amonestado | Expulsado  |
| ---------------------------------------------------------------------------- | ---------- | ------------------ | ----------------- | ----------- | ---------- | ------------ | ---------- | ---------- | ---------- |
| A. D. San Carlos                                                             | 3 - 0      | L.D. Alajuelense   | Carlos Ugalde     | 9 de marzo  | 18:00      | 3.522        |            | 5          | 1          |
| C.S. Herediano                                                               | 2 - 1      | Limón F.C.         | Rosabal Cordero   | 9 de marzo  | 20:00      | 3.855        |            | 7          | 1          |
| A.D. Carmelita                                                               | 2 - 2      | Santos de Guápiles | Rafael Bolaños    | 10 de marzo | 13:30      | 526          |            | 5          | 0          |
| Municipal Grecia                                                             | 2 - 2      | Pérez Zeledón      | Allen Riggioni    | 10 de marzo | 15:05      | 1.568        |            | 8          | 0          |
| C.S. Cartaginés                                                              | 2 - 2      | UCR Fútbol Club    | "Fello" Meza      | 10 de marzo | 16:00      | Espectadores |            | 10         | 1          |
| Guadalupe F.C.                                                               | 0 - 2      | Deportivo Saprissa | "Coyella" Fonseca | 10 de marzo | 17:00      | Espectadores |            | 5          | 0          |
| Total de goles:20 Total de Asistencia: Total de Tarjetas Amarillas/Rojas: 43 |            |                    |                   |             |            |              |            |            |            |

| Jornada 15                                                                | Jornada 15 | Jornada 15       | Jornada 15       | Jornada 15  | Jornada 15 | Jornada 15   | Jornada 15 | Jornada 15 | Jornada 15 |
| Local                                                                     | Resultado  | Visitante        | Estadio          | Fecha       | Hora       | Espectadores | Canal      | Amonestado | Expulsado  |
| ------------------------------------------------------------------------- | ---------- | ---------------- | ---------------- | ----------- | ---------- | ------------ | ---------- | ---------- | ---------- |
| UCR Fútbol Club                                                           | 2 - 1      | Municipal Grecia | Rosabal Cordero  | 16 de marzo | 16:00      | Espectadores |            | 3          | 0          |
| Santos de Guápiles                                                        | 1 - 2      | Guadalupe F.C.   | Ebal Rodríguez   | 16 de marzo | 18:00      | Espectadores | 9          | 0          |            |
| L.D. Alajuelense                                                          | 2 - 2      | C.S. Cartaginés  | Morera Soto      | 16 de marzo | 19:30      | Espectadores |            | 5          | 1          |
| Pérez Zeledón                                                             | 1 - 0      | A. D. San Carlos | Municipal        | 16 de marzo | 20:00      | Espectadores |            | 5          | 0          |
| Deportivo Saprissa                                                        | 2 - 1      | C.S. Herediano   | Ricardo Saprissa | 17 de marzo | 17:00      | Espectadores |            | 7          | 2          |
| Limón F.C.                                                                | 2 - 0      | A.D. Carmelita   | Juan Gobán       | 4 de abril  | 15:05      | Espectadores |            | 0          | 0          |
| Total de goles:16 Total de Asistencia: Total de Tarjetas Amarillas/Rojas: |            |                  |                  |             |            |              |            |            |            |

| Jornada 16                                                                   | Jornada 16 | Jornada 16       | Jornada 16        | Jornada 16  | Jornada 16 | Jornada 16   | Jornada 16 | Jornada 16 | Jornada 16 |
| Local                                                                        | Resultado  | Visitante        | Estadio           | Fecha       | Hora       | Espectadores | Canal      | Amonestado | Expulsado  |
| ---------------------------------------------------------------------------- | ---------- | ---------------- | ----------------- | ----------- | ---------- | ------------ | ---------- | ---------- | ---------- |
| Santos de Guápiles                                                           | 2 - 1      | UCR Fútbol Club  | Ebal Rodríguez    | 19 de marzo | 20:00      | Espectadores |            | 7          | 0          |
| Deportivo Saprissa                                                           | 1 - 1      | Pérez Zeledón    | Ricardo Saprissa  | 20 de marzo | 20:00      | Espectadores |            | 5          | 0          |
| A. D. San Carlos                                                             | 2 - 2      | Municipal Grecia | Carlos Ugalde     | 20 de marzo | 20:00      | Espectadores |            | 4          | 0          |
| L.D. Alajuelense                                                             | 1 - 0      | Limón F.C.       | Morera Soto       | 20 de marzo | 20:00      | Espectadores |            | 10         | 0          |
| A.D. Carmelita                                                               | 0 - 3      | C.S. Herediano   | "Fello" Meza      | 21 de marzo | 20:00      | Espectadores |            | 2          | 1          |
| Guadalupe F.C.                                                               | 0 - 3      | C.S. Cartaginés  | "Coyella" Fonseca | 21 de marzo | 20:00      | Espectadores |            | 8          | 0          |
| Total de goles:16 Total de Asistencia: Total de Tarjetas Amarillas/Rojas: 37 |            |                  |                   |             |            |              |            |            |            |

| Jornada 17                                                                | Jornada 17 | Jornada 17         | Jornada 17      | Jornada 17  | Jornada 17 | Jornada 17   | Jornada 17 | Jornada 17 | Jornada 17 |
| Local                                                                     | Resultado  | Visitante          | Estadio         | Fecha       | Hora       | Espectadores | Canal      | Amonestado | Expulsado  |
| ------------------------------------------------------------------------- | ---------- | ------------------ | --------------- | ----------- | ---------- | ------------ | ---------- | ---------- | ---------- |
| A. D. San Carlos                                                          | 1 - 0      | Santos de Guápiles | Carlos Ugalde   | 23 de marzo | 19:30      | Espectadores |            | 3          | 0          |
| C.S. Cartaginés                                                           | 2 - 0      | Deportivo Saprissa | "Fello" Meza    | 24 de marzo | 11:00      | Espectadores |            | 7          | 0          |
| Municipal Grecia                                                          | 1 - 1      | A.D. Carmelita     | Allen Riggioni  | 24 de marzo | 11:00      | Espectadores |            | 3          | 0          |
| Limón F.C.                                                                | 1 - 1      | Guadalupe F.C.     | Juan Gobán      | 24 de marzo | 15:05      | Espectadores | 0          | 1          |            |
| Pérez Zeledón                                                             | 3 - 1      | UCR Fútbol Club    | Municipal       | 24 de marzo | 16:00      | Espectadores |            | 1          | 0          |
| C.S. Herediano                                                            | 2 - 0      | L.D. Alajuelense   | Rosabal Cordero | 24 de marzo | 18:00      | Espectadores |            | 0          | 2          |
| Total de goles:13 Total de Asistencia: Total de Tarjetas Amarillas/Rojas: |            |                    |                 |             |            |              |            |            |            |

| Jornada 18                                                                | Jornada 18 | Jornada 18       | Jornada 18        | Jornada 18  | Jornada 18 | Jornada 18   | Jornada 18 | Jornada 18 | Jornada 18 |
| Local                                                                     | Resultado  | Visitante        | Estadio           | Fecha       | Hora       | Espectadores | Canal      | Amonestado | Expulsado  |
| ------------------------------------------------------------------------- | ---------- | ---------------- | ----------------- | ----------- | ---------- | ------------ | ---------- | ---------- | ---------- |
| Guadalupe F.C.                                                            | 1 - 1      | A.D. Carmelita   | "Coyella" Fonseca | 27 de marzo | 15:05      | Espectadores |            | 0          | 0          |
| Santos de Guápiles                                                        | 3 - 0      | Municipal Grecia | Ebal Rodríguez    | 27 de marzo | 18:00      | Espectadores |            | 0          | 0          |
| Deportivo Saprissa                                                        | 1 - 1      | A. D. San Carlos | Ricardo Saprissa  | 27 de marzo | 20:00      | Espectadores |            | 0          | 0          |
| Limón F.C.                                                                | 1 - 0      | C.S. Cartaginés  | Juan Gobán        | 28 de marzo | 15:05      | Espectadores |            | 0          | 0          |
| UCR Fútbol Club                                                           | 1 - 1      | C.S. Herediano   | "Cuty" Monge      | 28 de marzo | 19:00      | Espectadores |            | 0          | 0          |
| Pérez Zeledón                                                             | 2 - 4      | L.D. Alajuelense | Municipal         | 28 de marzo | 20:00      | Espectadores |            | 8          | 0          |
| Total de goles:16 Total de Asistencia: Total de Tarjetas Amarillas/Rojas: |            |                  |                   |             |            |              |            |            |            |

| Jornada 19                                                                | Jornada 19 | Jornada 19         | Jornada 19        | Jornada 19  | Jornada 19 | Jornada 19   | Jornada 19 | Jornada 19 | Jornada 19 |
| Local                                                                     | Resultado  | Visitante          | Estadio           | Fecha       | Hora       | Espectadores | Canal      | Amonestado | Expulsado  |
| ------------------------------------------------------------------------- | ---------- | ------------------ | ----------------- | ----------- | ---------- | ------------ | ---------- | ---------- | ---------- |
| C.S. Cartaginés                                                           | 2 - 1      | C.S. Herediano     | "Fello" Meza      | 31 de marzo | 11:00      | Espectadores |            | 0          | 0          |
| A.D. Carmelita                                                            | 1 - 1      | UCR Fútbol Club    | Rafael Bolaños    | 31 de marzo | 13:30      | Espectadores | 0          | 0          |            |
| Santos de Guápiles                                                        | 5 - 3      | Deportivo Saprissa | Ebal Rodríguez    | 31 de marzo | 15:00      | Espectadores |            | 0          | 0          |
| Guadalupe F.C.                                                            | 0 - 1      | Pérez Zeledón      | "Coyella" Fonseca | 31 de marzo | 15:00      | Espectadores |            | 0          | 0          |
| L.D. Alajuelense                                                          | 1 - 0      | Municipal Grecia   | Morera Soto       | 1 de abril  | 19:50      | Espectadores | 0          | 1          |            |
| A. D. San Carlos                                                          | 5 - 1      | Limón F.C.         | Carlos Ugalde     | 1 de abril  | 20:00      | Espectadores |            | 0          | 0          |
| Total de goles:21 Total de Asistencia: Total de Tarjetas Amarillas/Rojas: |            |                    |                   |             |            |              |            |            |            |

| Jornada 20                                                               | Jornada 20 | Jornada 20         | Jornada 20      | Jornada 20 | Jornada 20 | Jornada 20   | Jornada 20 | Jornada 20 | Jornada 20 |
| Local                                                                    | Resultado  | Visitante          | Estadio         | Fecha      | Hora       | Espectadores | Canal      | Amonestado | Expulsado  |
| ------------------------------------------------------------------------ | ---------- | ------------------ | --------------- | ---------- | ---------- | ------------ | ---------- | ---------- | ---------- |
| L.D. Alajuelense                                                         | 1 - 1      | Deportivo Saprissa | Morera Soto     | 6 de abril | 18:00      | Espectadores |            | 0          | 1          |
| C.S. Herediano                                                           | 1 - 0      | Guadalupe F.C.     | Rosabal Cordero | 6 de abril | 20:00      | Espectadores |            | 0          | 0          |
| Pérez Zeledón                                                            | 1 - 1      | Santos de Guápiles | Municipal       | 6 de abril | 20:00      | Espectadores |            | 0          | 0          |
| C.S. Cartaginés                                                          | 2 - 1      | A.D. Carmelita     | "Fello" Meza    | 7 de abril | 11:00      | Espectadores | 0          | 1          |            |
| Municipal Grecia                                                         | 0 - 0      | Limón F.C.         | Allen Riggioni  | 7 de abril | 15:05      | Espectadores |            | 0          | 0          |
| UCR Fútbol Club                                                          | 1 - 0      | A. D. San Carlos   | Rosabal Cordero | 7 de abril | 17:05      | Espectadores |            | 0          | 0          |
| Total de goles:9 Total de Asistencia: Total de Tarjetas Amarillas/Rojas: |            |                    |                 |            |            |              |            |            |            |

| Jornada 21                                                                | Jornada 21 | Jornada 21       | Jornada 21        | Jornada 21  | Jornada 21 | Jornada 21   | Jornada 21 | Jornada 21 | Jornada 21 |
| Local                                                                     | Resultado  | Visitante        | Estadio           | Fecha       | Hora       | Espectadores | Canal      | Amonestado | Expulsado  |
| ------------------------------------------------------------------------- | ---------- | ---------------- | ----------------- | ----------- | ---------- | ------------ | ---------- | ---------- | ---------- |
| Guadalupe F.C.                                                            | 1 - 2      | Municipal Grecia | "Coyella" Fonseca | 13 de abril | 17:05      | Espectadores |            | 0          | 2          |
| Santos de Guápiles                                                        | 1 - 1      | C.S. Herediano   | Ebal Rodríguez    | 13 de abril | 18:20      | Espectadores |            | 0          | 0          |
| A. D. San Carlos                                                          | 2 - 0      | C.S. Cartaginés  | Carlos Ugalde     | 13 de abril | 20:15      | Espectadores |            | 0          | 0          |
| Deportivo Saprissa                                                        | 4 - 0      | UCR Fútbol Club  | Ricardo Saprissa  | 13 de abril | 20:15      | Espectadores |            | 0          | 0          |
| A.D. Carmelita                                                            | 1 - 1      | L.D. Alajuelense | Rafael Bolaños    | 14 de abril | 13:30      | Espectadores |            | 0          | 1          |
| Limón F.C.                                                                | 3 - 1      | Pérez Zeledón    | Juan Gobán        | 14 de abril | 15:05      | Espectadores |            | 0          | 0          |
| Total de goles:17 Total de Asistencia: Total de Tarjetas Amarillas/Rojas: |            |                  |                   |             |            |              |            |            |            |

| Jornada 22                                                                | Jornada 22 | Jornada 22         | Jornada 22      | Jornada 22  | Jornada 22 | Jornada 22   | Jornada 22 | Jornada 22 | Jornada 22 |
| Local                                                                     | Resultado  | Visitante          | Estadio         | Fecha       | Hora       | Espectadores | Canal      | Amonestado | Expulsado  |
| ------------------------------------------------------------------------- | ---------- | ------------------ | --------------- | ----------- | ---------- | ------------ | ---------- | ---------- | ---------- |
| L.D. Alajuelense                                                          | 3 - 0      | Guadalupe F.C.     | Morera Soto     | 28 de abril | 15:00      | Espectadores |            | 0          | 0          |
| Municipal Grecia                                                          | 0 - 5      | Deportivo Saprissa | Allen Riggioni  | 28 de abril | 15:00      | Espectadores |            | 0          | 0          |
| C.S. Herediano                                                            | 0 - 0      | Pérez Zeledón      | Rosabal Cordero | 28 de abril | 15:00      | Espectadores |            | 0          | 0          |
| C.S. Cartaginés                                                           | 2 - 1      | Santos de Guápiles | "Fello" Meza    | 28 de abril | 15:00      | Espectadores |            | 0          | 0          |
| UCR Fútbol Club                                                           | 2 - 0      | Limón F.C.         | "Cuty" Monge    | 28 de abril | 15:00      | Espectadores | [ 4 ]      | 0          | 0          |
| A.D. Carmelita                                                            | 1 - 3      | A. D. San Carlos   | Rafael Bolaños  | 28 de abril | 15:00      | Espectadores |            | 0          | 0          |
| Total de goles:14 Total de Asistencia: Total de Tarjetas Amarillas/Rojas: |            |                    |                 |             |            |              |            |            |            |

## Fase Final
|  | Semifinales 4 y 5 de mayo (Ida) 8 de mayo (Vuelta) | Semifinales 4 y 5 de mayo (Ida) 8 de mayo (Vuelta) | Semifinales 4 y 5 de mayo (Ida) 8 de mayo (Vuelta) | Semifinales 4 y 5 de mayo (Ida) 8 de mayo (Vuelta) | Semifinales 4 y 5 de mayo (Ida) 8 de mayo (Vuelta) |   |                  | Final II Fase y Clausura 12 de mayo (Ida) 15 de mayo (Vuelta) | Final II Fase y Clausura 12 de mayo (Ida) 15 de mayo (Vuelta) | Final II Fase y Clausura 12 de mayo (Ida) 15 de mayo (Vuelta) | Final II Fase y Clausura 12 de mayo (Ida) 15 de mayo (Vuelta) | Final II Fase y Clausura 12 de mayo (Ida) 15 de mayo (Vuelta) |  |
|  |                                                    |                                                    |                                                    |                                                    |                                                    |   |                  |                                                               |                                                               |                                                               |                                                               |                                                               |  |
|  |                                                    |                                                    |                                                    |                                                    |                                                    |   |                  |                                                               |                                                               |                                                               |                                                               |                                                               |  |
|  | 1                                                  | A. D. San Carlos                                   | 0                                                  | 4                                                  | 4                                                  |   |                  |                                                               |                                                               |                                                               |                                                               |                                                               |  |
|  | 1                                                  | A. D. San Carlos                                   | 0                                                  | 4                                                  | 4                                                  |   |                  |                                                               |                                                               |                                                               |                                                               |                                                               |  |
|  | 4                                                  | C. S. Herediano                                    | 2                                                  | 1                                                  | 3                                                  |   |                  |                                                               |                                                               |                                                               |                                                               |                                                               |  |
|  | 4                                                  | C. S. Herediano                                    | 2                                                  | 1                                                  | 3                                                  |   | A. D. San Carlos | A. D. San Carlos                                              | 1                                                             | 0                                                             | 1*                                                            |                                                               |  |
|  |                                                    |                                                    |                                                    |                                                    |                                                    |   | A. D. San Carlos | A. D. San Carlos                                              | 1                                                             | 0                                                             | 1*                                                            |                                                               |  |
|  |                                                    |                                                    | Deportivo Saprissa                                 | Deportivo Saprissa                                 | 1                                                  | 0 | 1                |                                                               |                                                               |                                                               |                                                               |                                                               |  |
|  | 2                                                  | Deportivo Saprissa                                 | Deportivo Saprissa                                 | Deportivo Saprissa                                 | 1                                                  | 0 | 1                | 1                                                             | 2                                                             | 3                                                             |                                                               |                                                               |  |
|  | 2                                                  | Deportivo Saprissa                                 |                                                    |                                                    |                                                    |   |                  | 1                                                             | 2                                                             | 3                                                             |                                                               |                                                               |  |
|  | 3                                                  | Pérez Zeledón                                      | 1                                                  | 1                                                  | 2                                                  |   |                  |                                                               |                                                               |                                                               |                                                               |                                                               |  |
|  | 3                                                  | Pérez Zeledón                                      | 1                                                  | 1                                                  | 2                                                  |   |                  |                                                               |                                                               |                                                               |                                                               |                                                               |  |
|  |                                                    |                                                    |                                                    |                                                    |                                                    |   |                  |                                                               |                                                               |                                                               |                                                               |                                                               |  |

## Semifinales
- El gol de visitante es criterio de desempate

| 4 de mayo de 2019, 20:00 | C.S. Herediano          | 2:0 (1:0) | A. D. San Carlos | Rosabal Cordero, Heredia  |                           |
|                          | Marín 45+1' · Ortiz 59' |           |                  | Árbitro(s): Pedro Navarro | Árbitro(s): Pedro Navarro |

| 8 de mayo de 2019, 20:00 | A. D. San Carlos                                       | 4:1 (2:1) (Global 4:3) | C.S. Herediano | Carlos Ugalde, Ciudad Quesada, Alajuela |                                |
|                          | Saborio 8' · Chirino 26' · Díaz 65' (a.g) · Leal 84' · |                        | Ortiz 24' ·    | Árbitro(s): Cristian Rodríguez          | Árbitro(s): Cristian Rodríguez |

| 5 de mayo de 2019, 15:00 | Pérez Zeledón | 1:1 (1:1) | Deportivo Saprissa | Municipal, Pérez Zeledón, San José |                               |
|                          | Cazal 11' ·   |           | Bolaños 45+2'      | Árbitro(s): Adrián Chinchilla      | Árbitro(s): Adrián Chinchilla |

| 8 de mayo de 2019, 20:00 | Deportivo Saprissa           | 2:1 (1:1) (Global 3:2) | Pérez Zeledón | Ricardo Saprissa, Tibás, San José |                             |
|                          | Torres 22' · Barrantes 75' · |                        | Sánchez 29' · | Árbitro(s): Adrián Elizondo       | Árbitro(s): Adrián Elizondo |

## Final Segunda Fase
| 12 de mayo de 2019, 18:00 | Deportivo Saprissa | 1:1 (0:1) | A. D. San Carlos | Ricardo Saprissa, Tibás, San José |                               |
|                           | Castillo 63' ·     | Reporte   | Mena 42' ·       | Árbitro(s): Adrián Chinchilla     | Árbitro(s): Adrián Chinchilla |

| 15 de mayo de 2019, 20:00 | A. D. San Carlos | 0:0 (0:0) (Global 1-1) | Deportivo Saprissa | Carlos Ugalde, Ciudad Quesada, Alajuela                       |  |
| |                  |                        |                    | Asistencia: 6.000 espectadores Árbitro(s): Cristian Rodríguez |  |
| AD San Carlos como líder de la tabla general, gana la segunda fase y se corona por primera vez Campeón Nacional en 53 años desde que debutaron en la primera división, por la Regla del gol de visitante. |                  |                        |                    |                                                               |  |

|                          |
| Campeón A. D. San Carlos |
| 1.er título              |

## Estadísticas

### Máximos goleadores
Lista con los máximos goleadores de la competencia.
| Pos. | Posición | Jugador             | Equipo             | Goles |
| ---- | -------- | ------------------- | ------------------ | ----- |
| 1.º  |          | Álvaro Saborio      | A. D. San Carlos   | 12    |
| 2.º  |          | Keilor Soto         | Pérez Zeledón      | 11    |
| 3.º  |          | Francisco Rodríguez | UCR Fútbol Club    | 10    |
| 3.º  |          | Roger Rojas         | L.D. Alajuelense   | 10    |
| 5.º  |          | Lauro Cazal         | Pérez Zeledón      | 8     |
| 6.º  |          | Bryan López         | Santos de Guápiles | 7     |
| 6.º  |          | Diego Estrada       | Municipal Grecia   | 7     |
| 6.º  |          | Marcel Hernández    | C.S. Cartaginés    | 7     |
| 6.º  |          | Marvin Angulo       | Deportivo Saprissa | 7     |
| 6.º  |          | Rubilio Castillo    | Deportivo Saprissa | 7     |

### Autogoles
| Jaikel Medina                         | Deportivo Saprissa | Limón F.C.         | 2 - 2 | 28' | 13 de enero   |
| Juan Felipe Delgadillo                | C. S. Cartaginés   | Pérez Zeledón      | 1 - 1 | 68' | 16 de enero   |
| Juan Diego Madrigal                   | Santos de Guápiles | Guadalupe F.C.     | 2 - 0 | 4'  | 23 de enero   |
| Pablo Azcurra                         | Pérez Zeledón      | Deportivo Saprissa | 2 - 3 | 35' | 27 de enero   |
| Juan Diego Madrigal                   | Santos de Guápiles | UCR Fútbol Club    | 1 - 3 | 44' | 27 de enero   |
| Yael López                            | A.D. Carmelita     | Guadalupe F.C.     | 4 - 1 | 74' | 3 de febrero  |
| Henry Figueroa                        | L.D. Alajuelense   | Municipal Grecia   | 1 - 0 | 63' | 6 de febrero  |
| Irving Calderón                       | Municipal Grecia   | Guadalupe F.C.     | 2 - 2 | 17' | 13 de febrero |
| Patrick Pemberton                     | L.D. Alajuelense   | C. S. Cartaginés   | 2 - 4 | 16' | 27 de febrero |
| Facundo Zavala                        | L.D. Alajuelense   | C. S. Cartaginés   | 2 - 2 | 1'  | 16 de marzo   |
| Carlos Montenegro                     | A.D. Carmelita     | C. S. Herediano    | 0 - 3 | 47' | 21 de marzo   |
| Christian Reyes                       | C. S. Herediano    | C. S. Cartaginés   | 2 - 1 | 15' | 31 de marzo   |
| Johnny Woodly                         | UCR Fútbol Club    | Deportivo Saprissa | 4 - 0 | 61' | 13 de abril   |
| Jameson Scott                         | C. S. Cartaginés   | A. D. San Carlos   | 2 - 0 | 65' | 13 de abril   |
| Daniel Villegas                       | L.D. Alajuelense   | C. S. Herediano    | 0 - 1 | 21' | 20 de abril   |
| Última actualización:20 de abril 2019 |                    |                    |       |     |               |

### Tripletes o póker
| Roger Rojas                           | Liga Deportiva Alajuelense | UCR Fútbol Club    | 3 - 3 | 5', 77' y 89'       | 16 de enero |
| Jairo Arrieta                         | Deportivo Saprissa         | A.D. Carmelita     | 4 - 1 | 7', 43' y 54'       | 17 de enero |
| Juan Vicente Solís                    | A. D. San Carlos           | Santos de Guápiles | 1 - 5 | 11', 25', 28' y 87' | 30 de enero |
| Lauro Cazal                           | Pérez Zeledón              | UCR Fútbol Club    | 3 - 1 | 3', 5' y 39'        | 24 de marzo |
| Última actualización:24 de marzo 2019 |                            |                    |       |                     |             |

## Asistencia y recaudación
| Deportivo Saprissa                                             | 156.990 | ₡ 233,922,450.00 |
| L. D. Alajuelense                                              | 95.004  | ₡ 243,506,000.00 |
| C. S. Herediano                                                | 52.112  | ₡ 106,554,000.00 |
| C. S. Cartaginés                                               | 19.888  | ₡ 47,916,000.00  |
| A. D. San Carlos                                               | 16.912  | ₡ 41,014,000.00  |
| Municipal Grecia                                               | 10.653  | ₡ 14,859,000.00  |
| Limón F. C.                                                    | 6.805   | ₡ 29,871,000.00  |
| Santos de Guápiles                                             | 5.233   | ₡ 15,654,000.00  |
| A. D. Carmelita                                                | 5.231   | ₡ 7,302,500.00   |
| Guadalupe F. C.                                                | 3.817   | ₡ 7,721,000.00   |
| UCR Fútbol Club                                                | 3.459   | ₡ 9,066,000.00   |
| Pérez Zeledón                                                  | 2.091   | ₡ 7,785,000.00   |
| TOTAL                                                          | 242.378 | ₡ 492,740,350.00 |
| Última actualización:19 de marzo del 2019 a las 11:10 AM UTC-6 |         |                  |